# Johann III. Kämmerer von Worms
Johann III. Kämmerer von Worms, genannt von Waldeck (genannt ab 1298; † 2. November 1350), war der Stammvater des „von Waldeck“ genannten Familienzweigs der Kämmerer von Worms.

## Familie
Seine Eltern waren Gerhard II. Kämmerer von Worms (* um 1229, erstmals erwähnt 1251; † 8. Januar 1297) und Mechtild Fuchs von Rüdesheim († 4. Juni 1319), eine Tochter von Giselbert von Rüdesheim und seiner Frau Jutta.
Johann III. heiratete zweimal: zum ersten Mal vor dem 29. Juli 1302 Juliane, Tochter von Winand und Jutta von Spiegelberg, verwitwete von Waldeck. Später schloss er eine zweite Ehe mit einer Frau aus der Familie von Enzberg. Alle seine Kinder stammten aus der ersten Ehe:
1. Mechtild (auch: Mathilde[4]), geboren um 1303[5], genannt ab 1323, verstarb 1366.[6] Sie war zweimal verheiratet, zunächst mit Merkelin von Kropsburg (genannt ab 1323, † 1345[7]). Von diesem ersten Ehemann seiner Tochter kaufte Johann III. die Kropsburg und weitere Liegenschaften. In zweiter Ehe heiratete Mechtild Friedrich Greiffenclau zu Vollrads. Er ist zwischen 1353 und 1368 bezeugt.[8][Anm. 4]
2. Henekin (genannt 1326)[9]
3. Winand I. (genannt ab 1332[Anm. 5]; † 12. März 1365) heiratete nach 1330 Demudis, Tochter von Peter von Bechtoldsheim und Demudis von Lewenstein. Sie starb am 30. Mai 1348[10] und wurde in der Katharinenkirche in Oppenheim bestattet.[11]
4. Juliana war ebenfalls Nonne im Kloster Maria Himmelskron, wurde ab 1334 erwähnt und starb 1351 ebenfalls an der Pest.[12]
5. Anna, erwähnt ab 1334, war Dominikanerin im Kloster Maria Himmelskron[13] in Hochheim und starb 1351[14] an der Pest.[15]
6. Byzelin war gleichfalls Nonne im Kloster Maria Himmelskron in Hochheim, wurde ab 1334 erwähnt und starb 1351 auch an der Pest.[16]
7. Agnes (* um 1310[17]; genannt zwischen 1334 und 1351[18]) heiratete Heilmann von Bommersheim.[19]
8. Dieter II. (* um 1306[20]; genannt ab 1334[21]; † 23. Juli 1371[22]) heiratete nach 1334[23][Anm. 6] die verwitwete Katharina von Scharffenstein, Tochter von Klaus und Nesa Salman zum Silberberg. Sie starb am 8. Juli 1351.
9. Elsa, erwähnt zwischen 1334 als minderjährig[24][Anm. 7] und  1374 heiratete Heinrich Bottendal von Trechtingshausen.[25][Anm. 8]
10. Gerhard VI. (* um 1305; † 21. Januar 1352) war mit einer Greta oder Margareta von Dalberg verheiratet.[26]

## Wirken
1288 ernannte König Rudolf I. Johann III. im Zuge einer Neuorganisation zum Burgmann in Odernheim, nachdem der König Odernheim 1282 von den Herren von Bolanden gekauft und der Gemeinde am 16. April 1286 reichsstädtische Freiheiten verliehen hatte.
Durch die Ehe mit Juliane gelangte Johann III. in die Verwandtschaft der Herren von Dalberg. Zu deren Herrschaft gehörte die Burg Dalberg, das Dorf Dalberg und das benachbarte Wallhausen. Von der neuen Verwandtschaft erwarb er zunächst am 4. Februar 1315 einen 5%igen Anteil der Burg und Herrschaft Dalberg, den zuvor ein Onkel seiner Gattin, Anton, gehalten hatte. Nachkommen von Johann III. konnten die Dalburg ganz in ihren Besitz bringen. Seitenlinien der Kämmerer von Worms nannten sich später nach der Dalburg Kämmerer von Worms genannt von Dalberg. Seit Wolfgang III. Kämmerer von Worms genannt von Dalberg, (1426–1476) bezeichnete sich die bedeutendste Linie des Gesamthauses nach der Burg.
Weiter erwarb Johann III. 1323 von seinem Schwiegersohn Merkel von Kropsburg zunächst ein Haus in der Kropsburg in Sankt Martin, 1345 kaufte er dann dessen gesamten 50%igen Anteil an der Burg und zugehörigen Gütern. Zu den Gütern gehörten neben der Burg und St. Martin noch Maikammer und Winnweiler. Die Nachkommen von Johann III. kauften zwischen 1393 und 1439 auch noch die zweite Hälfte der Kropsburg. Auch hier etablierte sich ein Familienzweig.
1317/1318 war Ludwig III. Mitglied im Rat der Stadt Worms. 1347 stiftete er einen Marienaltar in der Kirche St. Jakob in Hessloch.

## Die Sage vom Ritterschlag auf der Tiberbrücke

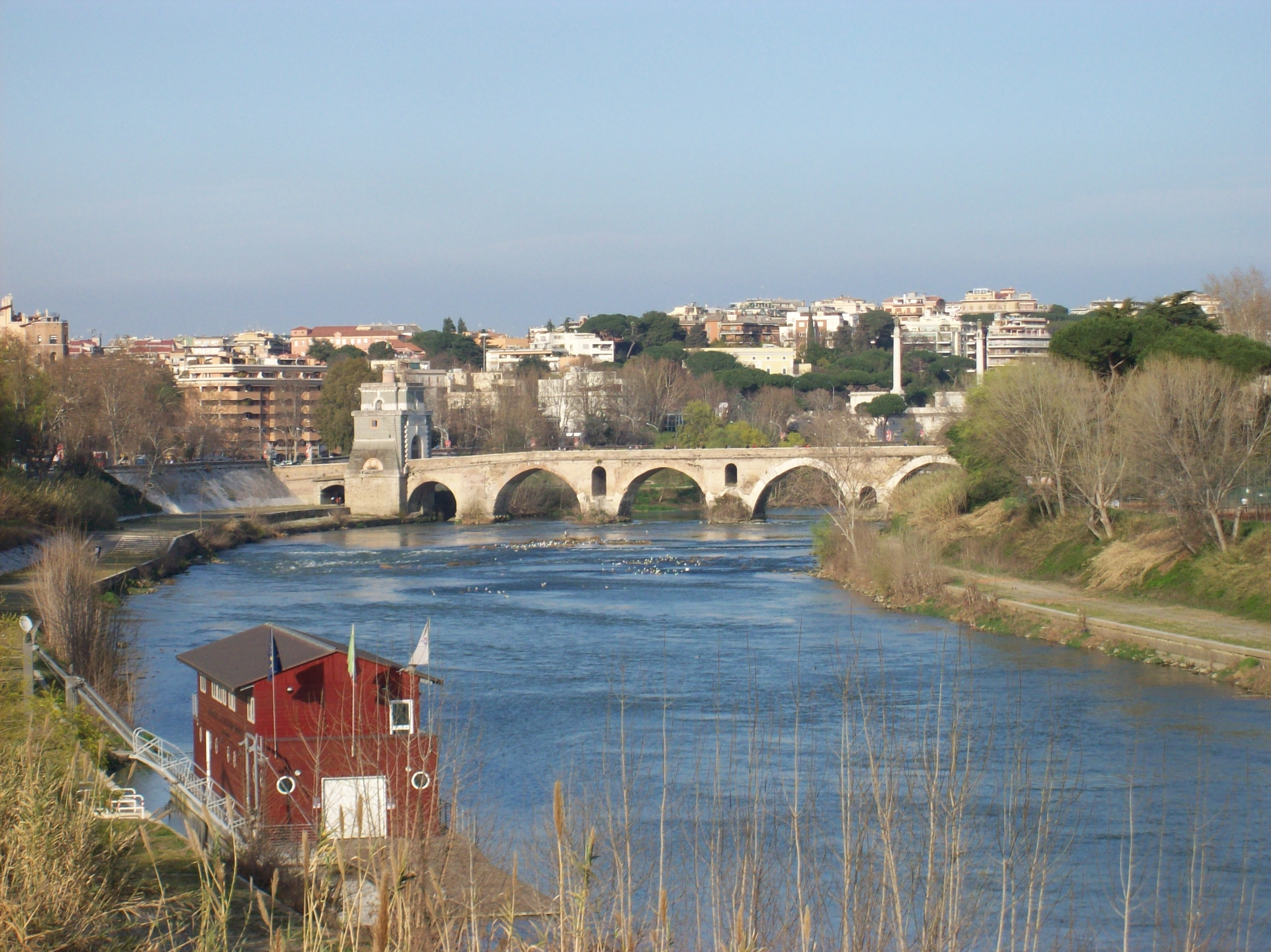
Milvische Brücke – Ort des sagenhaften Ritterschlages

In späterer Zeit wurde die Sage, dass der spätere Kaiser Heinrich VII. bei den Kämpfen um die Stadt Rom 1310 einen Knappen aus der Familie der Kämmerer von Worms auf der Milvischen Tiberbrücke zum Ritter geschlagen habe, auf Johann III. bezogen. Daraus leiteten Nachkommen später das protokollarische Vorrecht der Dalberger ab, nach einer Kaiserkrönung durch den frisch Gekrönten, den ersten Ritterschlag zu empfangen. Die Sage hat aber vermutlich keinen faktischen Kern.